# 687

## Události
- Počátek stavby Skalního dómu

## Hlavy států
- Papež – Konon (686–687) + Theodor (vzdoropapež) (687) » Sergius I. (687–701) + Paschalis (vzdoropapež) (687)
- Byzantská říše – Justinián II.
- Franská říše – Theuderich III. (675–691)
  - Austrasie – Pipin II. (majordomus) (679–714)
- Anglie
  - Wessex – Cædwalla
  - Essex – Sebbi
- Bulharsko
  - První bulharská říše – Asparuch
  - Volžsko-Bulharský chán – Kotrag (660–700/710)